# Hugo von Höfl

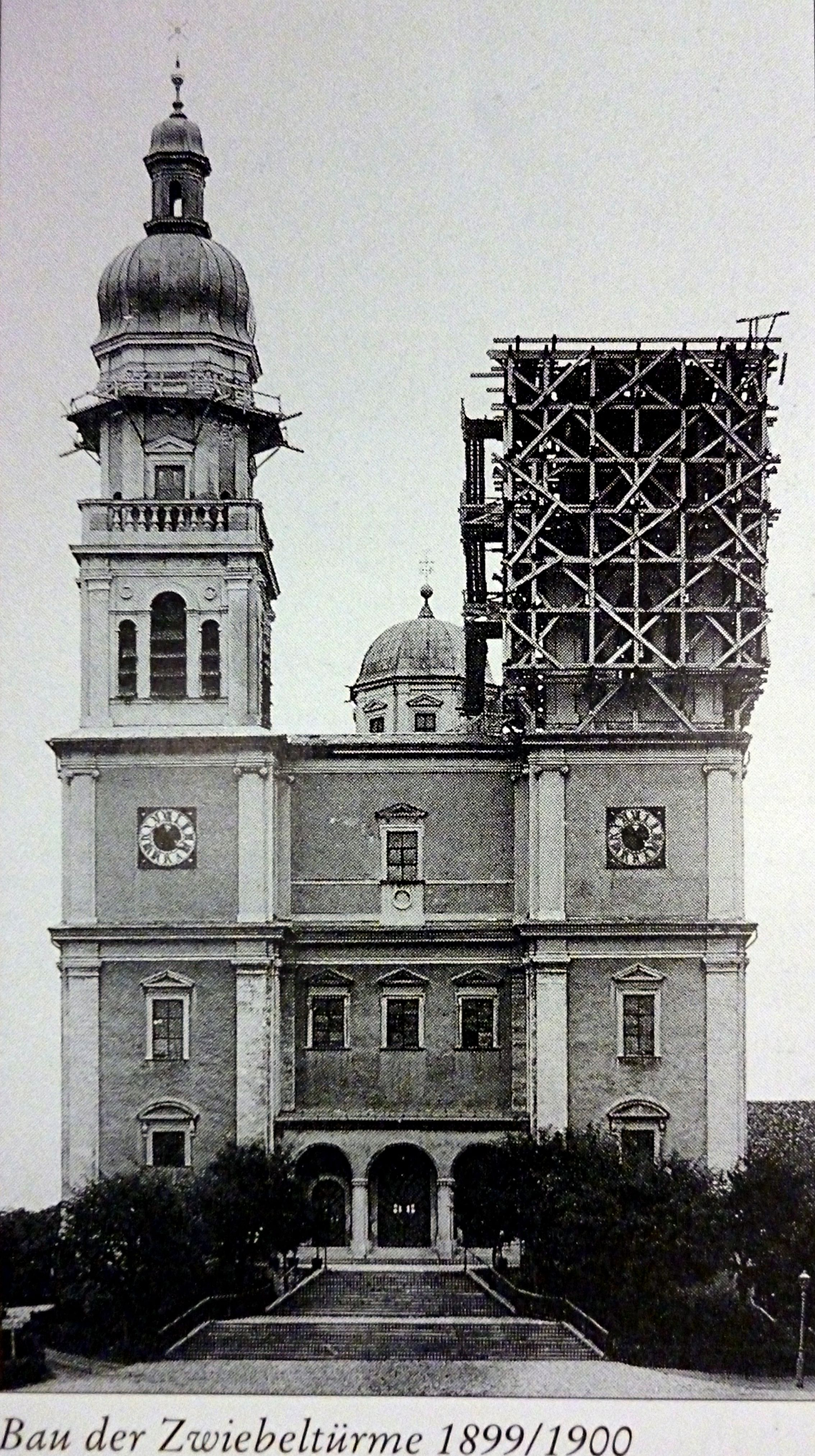
Fertigstellung der beiden Kirchtürme der ehemaligen Stiftskirche St. Lorenz in Kempten nach Höfls Plänen und Initiative.

Hugo Höfl, später Hugo von Höfl (* im 19. Jahrhundert; † 1910) war ein deutscher Architekt und königlich-bayerischer Baubeamter.
Höfl war in den 1890er Jahren im Rang eines Bauamtmanns beim Landbauamt Kempten tätig und dort z. B. für den St.-Magnus-Kirchturm vom Franziskanerkloster St. Bernhardin im Kemptener Ortsteil Lenzfried verantwortlich. Der Turm wurde 1892/1893 erbaut und ist 56 Meter hoch.
Im April 1893 brannte die Kirche St. Ulrich in Wertach aus. Höfl erhielt 1894 den Auftrag, dort eine neue Kirche zu bauen. Er errichtete die Kirche mit einem 50 Meter hohen Turm im Jahr 1896.
Die Rieder Pfarrkirche erweiterte Höfl in den Jahren 1894 bis 1896.
Die 1904 geweihte Kirche St. Martin in Blaichach plante Höfl schon 1890.
Die 1674 fertiggestellte St.-Lorenz-Kirche in Kempten hatte wegen Geldmangels nicht die ursprünglich geplanten Turmhauben bekommen. Höfl stellte 1896 seinen Entwurf für die Ergänzung der Türme in der Zeitschrift Allgäuer Geschichtsfreund vor. 1900 wurde nach dem Eingang von Spenden mit dem Bau begonnen. Am 23. Dezember 1900 wurden die Türme fertiggestellt.
Höfl konnte diese Bauausführung allerdings nicht mehr selbst überwachen, da er im März 1898 zur Obersten Baubehörde nach München versetzt wurde, um dort im Dienstrang eines Regierungs- und Kreisbaurats das Amt des Oberbaurats für das Landbaufach von Georg Paucker zu übernehmen.
Höfl plante bei der Obersten Baubehörde verschiedene Gerichtsneubauten, zuletzt den 1909 begonnenen Justizpalast in Nürnberg, dessen Fertigstellung im Jahr 1916 er nicht mehr erlebte.
Höfl wurde als Auszeichnung für seine beruflichen Verdienste in den persönlichen Adelsstand erhoben. Im Kemptener Ortsteil Lenzfried ist der Hugo-von-Höfl-Platz nach ihm benannt.